# Poletne olimpijske igre 1996
Poletne olimpijske igre 1996 (uradno XXVI. olimpijada moderne dobe) so bile poletne olimpijske igre, ki so potekale leta 1996 v Atlanti, Georgia, ZDA. Druge gostiteljske kandidatke so bile: Atene, Grčija; Beograd, Srbija, Jugoslavija; Manchester, Združeno kraljestvo; Melbourne, Avstralija in Toronto, Kanada.

## Panoge in discipline

### Športne panoge
(Zaenkrat usmeritve na strani s seznamom medalj na angleški Wikipediji!)
| - Atletika - Bejzbol - Badminton - Boks - Dvigovanje uteži - Hokej na travi - Jadranje - Judo - Kajak in kanu - Kolesarstvo - Konjski športi - Košarka - Lokostrelstvo - Namizni tenis - Nogomet - Odbojka |  | - Peteroboj - Plavanje - Rokoborba - Rokomet - Sabljanje - Sinhrono plavanje - Softbol - Telovadba - Tenis - Skoki v vodo - Streljanje - Veslanje - Vaterpolo |  |  |

### Discipline
- Atletika

- Tek na 100 m
- Tek na 200 m
- Tek na 400 m
- Tek na 800 m
- Tek na 1500 m
- Tek na 3000 m (samo ženske)
- Tek na 5000 m (samo moški)
- Tek na 10000 m
- Maraton
- Tek na 100 m z ovirami (samo Ženske)
- Tek na 400 m z ovirami
- Skok v višino
- Skok s palico (samo moški)
- Skok v daljavo
- Troskok (samo moški)
- Suvanje krogle
- Met diska
- Met kladiva (samo moški)
- Met kopja
- Sedmeroboj (samo ženske)
- Deseteroboj (samo moški)
- Hoja na 10000 m
- Hoja na 20000 m (samo moški)
- Hoja na 50000 m (samo moški)
- Štafeta 4X100 m
- Štafeta 4X400 m

- Badminton

- Posamezno
- Dvojice

- bejzbol (samo moški)
- Boks

- Težka kategorija (do 97 kg) (samo moški)
- Lahka kategorija (do 60 kg) (samo moški)